# Nobuhiro Takeda
Nobuhiro Takeda (em japonês: 武田 修宏, Takeda Nobuhiro — Hamamatsu, 10 de maio de 1967) é um ex-futebolista japonês que atuava como atacante. Atualmente é comentarista esportivo, e também atua como empresário e agente de jogadores.

## Carreira
Takeda estreou no futebol em 1986, defendendo o Yomiuri (atual Tokyo Verdy) na antiga Japan Soccer League. Com a criação da J.League em 1993 e a mudança do status do clube para profissional após mudar-se para Kawasaki, pernameceria no elenco até 1995, chegando a formar dupla de ataque com Kazuyoshi Miura. Em 1996, foi emprestado ao Júbilo Iwata e disputou no total 39 partidas (24 pela J.League), com 6 gols marcados.
Voltou ao Verdy em 1997, porém só atuou 10 vezes durante a temporada antes de ser contratado pelo Kyoto Purple Sanga, onde entrou em campo 18 vezes, marcando 10 gols no total. Ainda teve uma passagem de 2 temporadas pelo JEF United Ichihara antes de voltar a vestir a camisa do Verdy em 2000, porém não foi utilizado - no mesmo ano foi emprestado ao Sportivo Luqueño. Em sua única experiência fora do Japão, Takeda atuou em 2 jogos e não fez nenhum gol. Em 2001, após 19 partidas e 2 gols, encerra a carreira aos 34 anos.

## Seleção Japonesa
Tendo feito sua estreia pela Seleção Japonesa contra a Indonésia em abril de 1987, Takeda marcou seu único gol pelos Samurais Azuis neste jogo. Fez parte do elenco campeão da Copa da Ásia de 1992, mas não entrou em campo nenhuma vez.
O último de seus 18 jogos pela Seleção Japonesa foi contra o Iraque, pelas eliminatórias asiáticas da Copa de 1994. Entrou no lugar de Masashi Nakayama após este último fazer o segundo gol, que classificaria o Japão para o torneio - 10 minutos depois, o Iraque empataria o jogo, que viria a ser conhecido na Terra do Sol Nascente como "Agonia de Doha".

## Pós-aposentadoria
Depois de se aposentar dos gramados, Takeda virou comentarista esportivo da Nippon TV, e também exerce as funções de empresário e agente de jogadores.
Entre 1993 e 1994, 3 jogos com seu nome foram lançados: Takeda Nobuhiro no Super Cup Soccer (Super Goal! 2), Takeda Nobuhiro no Ace Striker e Takeda Nobuhiro no Super League Soccer.

## Títulos
Yomiuri / Verdy Kawasaki
- Campeonato Japonês: 1986–87, 1990–91, 1991–92, 1993, 1994
- JSL Cup / J.League Cup: 1991, 1992, 1993, 1994
- Copa do Imperador: 1986–87, 1987–88
- Supercopa do Japão: 1994, 1995
- .Liga dos Campeões da AFC: 1987

Japão
- Copa da Ásia: 1992